# Two of Us
«Two of Us» es una canción de The Beatles, incluida en el álbum Let it be compuesta por Paul McCartney en 1969 (aunque acreditada como Lennon-McCartney como era lo usual).
El tema está considerado como una de las mejores composiciones del afamado dúo, Lennon-McCartney,[cita requerida] por su ritmo, armonía, letra y también por el juego de voces entre ambos músicos, el que da la sensación de que las voces se acoplan y se transforman en una sola.
También está presente en los álbumes Anthology 3 y Let It Be... Naked.
Es interpretada usualmente en conciertos de Paul McCartney, como lo hizo en su gira por Moscú en 2003 y en su gira europea en 2004.

## Composición
"Two of Us", originalmente llamada "On our way home", era originalmente una canción de rock pesado sobre su relación con Linda McCartney. En la película Let It Be, se observa a McCartney y Lennon cantando la canción en un estilo más duro, en el mismo micrófono. Paul nunca estuvo satisfecho de este estilo, que describió como "fuerte". Y así, el 24 de enero, él y la banda lo reelaboraron. Lennon tenía ideas sobre cómo podría sonar la canción si Stevie Wonder la hubiera realizado. Con estas influencias y el paso de la guitarra eléctrica a acústica, la canción se transformó en una de las más suaves del grupo. Los Beatles dieron una versión acabada de la canción en vivo en Apple Studios, el 31 de enero de 1969; esta actuación se incluyó tanto en la película Let It Be como en el álbum.

## Créditos[3]
- John Lennon: voz solista, guitarra acústica (Gibson J-200), silbido.
- Paul McCartney: voz solista, guitarra acústica (Martin D-28).
- George Harrison: guitarra eléctrica (Fender Rosewood Telecaster).
- Ringo Starr: batería (Ludwig Hollywood Maple).